# Himi Yama
Himi Yama är en kulle i Antarktis. Den ligger i Östantarktis. Norge gör anspråk på området. Toppen på Himi Yama är 5 meter över havet.
Terrängen runt Himi Yama är kuperad åt sydväst, men åt nordost är den platt. Havet är nära Himi Yama åt nordväst.  Trakten är obefolkad. Det finns inga samhällen i närheten.